# استان نوشهیر
استان نوشهیر (به ترکی استانبولی: Nevşehir) یکی از ۸۱ استان ترکیه است. مرکز این استان شهر نوشهیر است.

## نگارخانه

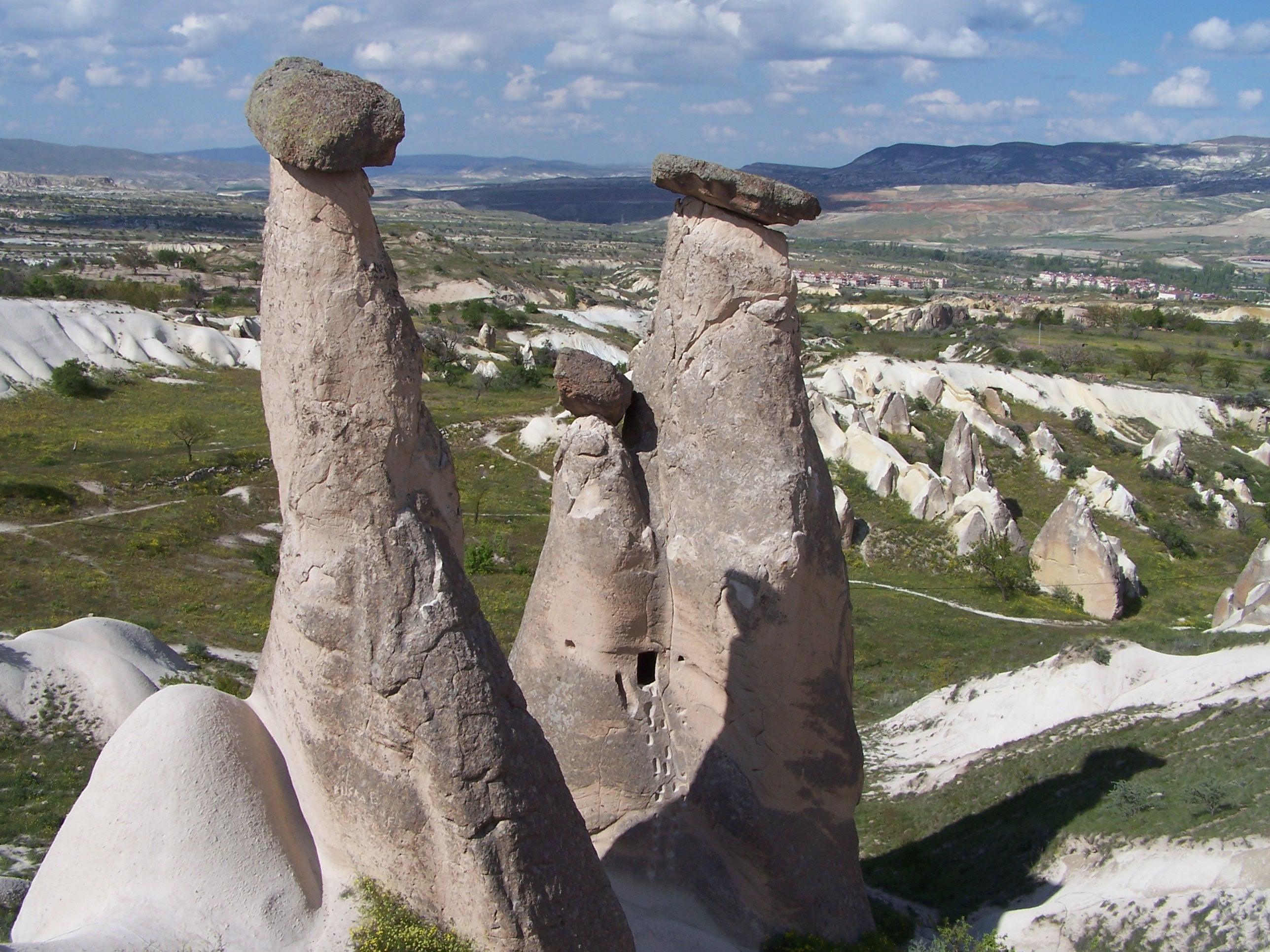
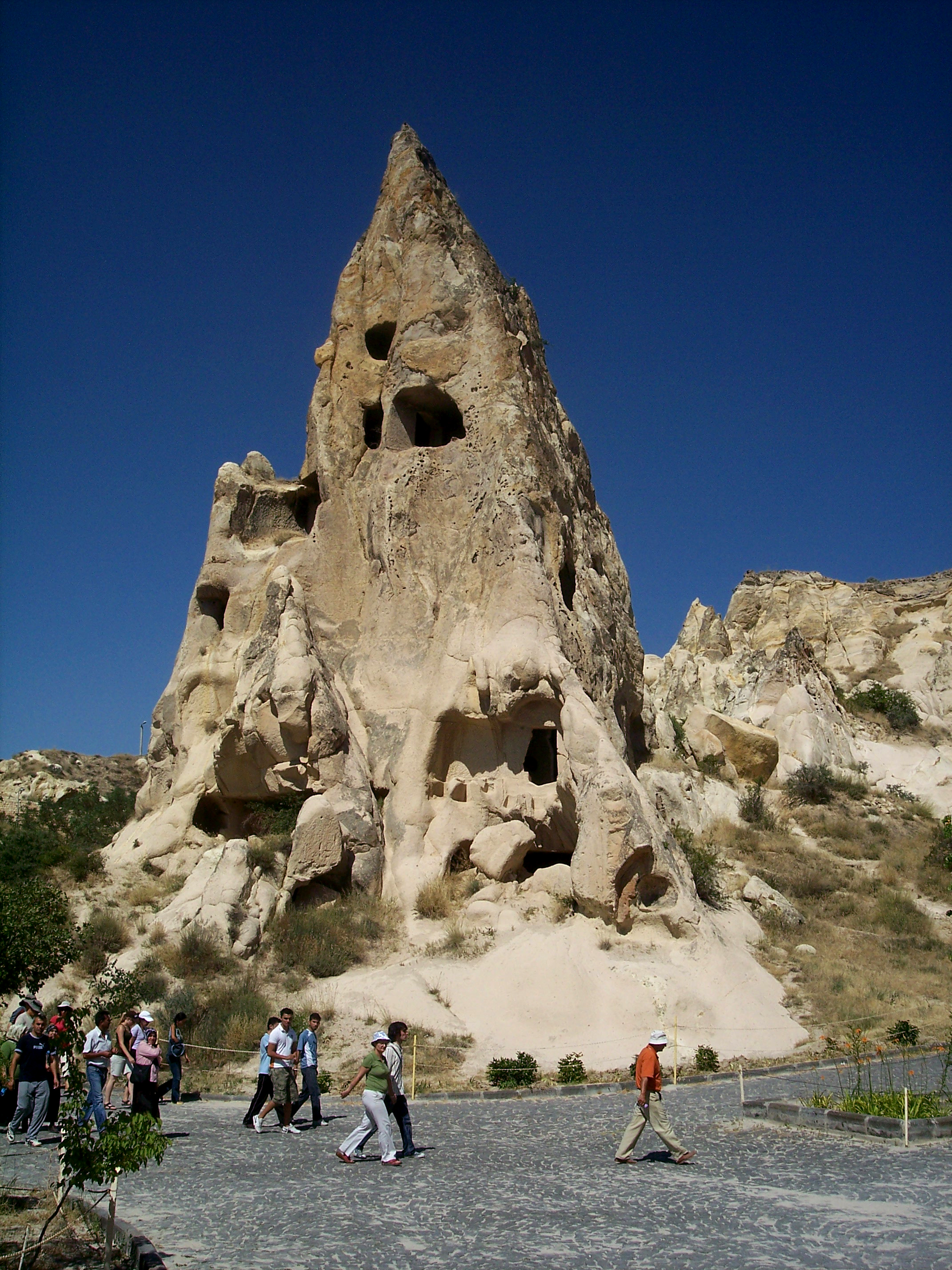
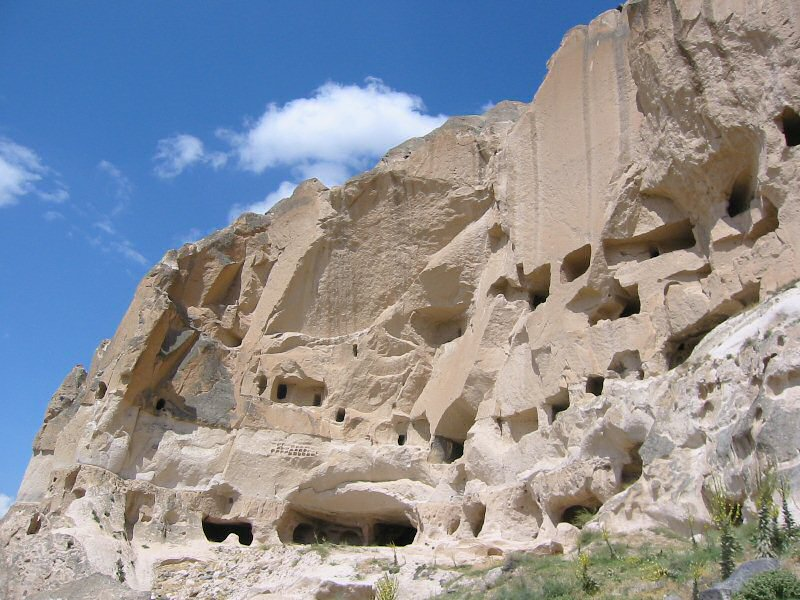
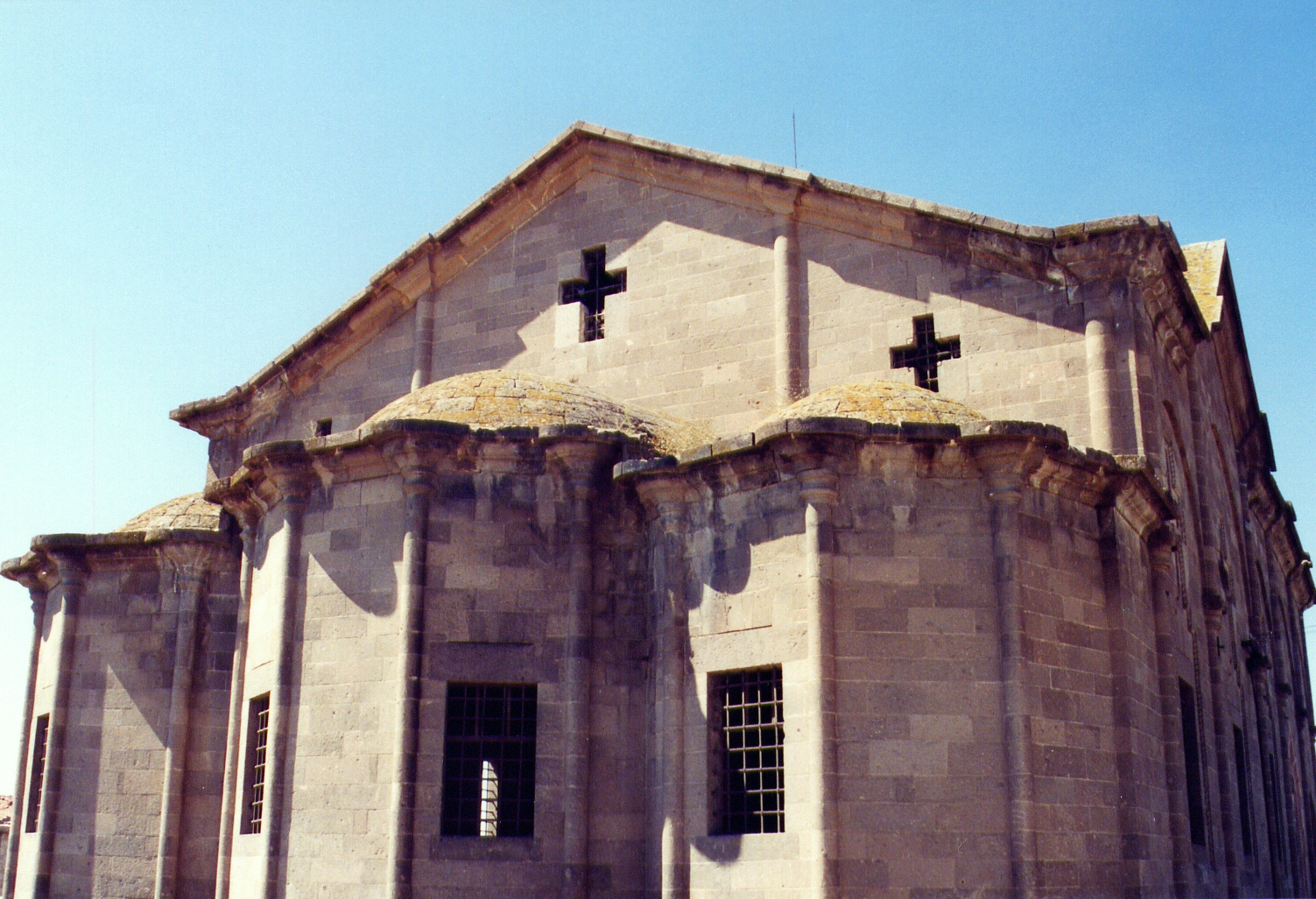

## شهرستان‌ها

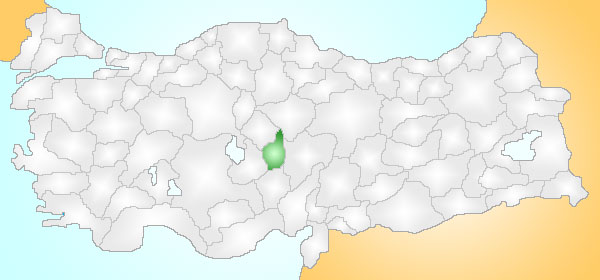
محل استان نوشهر در ترکیه.

این استان ۸ شهرستان دارد:
- آجی‌گل (Acıgöl)
- آوانوس (Avanos)
- درین‌کویو (Derinkuyu)
- گل‌شهیر (Gülşehir)
- هاجی بکتاش (Hacıbektaş)
- کوزاکلی (Kozaklı)
- نوشهر (Nevşehir)
- اورگوپ (Ürgüp)